# Vojtěch Spurný
Vojtěch Spurný, né en 1964, est un chef d'orchestre, pianiste, claveciniste et professeur de musique tchèque.

## Formation
Vojtěch Spurný étudie le piano et la flûte au Conservatoire de Prague, qu'il termine en 1989,,,,. 
Il rejoint ensuite l'Académie de musique de Prague où il obtient en 1995 un diplôme de direction d'orchestre, de clavecin et de direction d'opéra,,,,.
Vojtěch Spurný étudie ensuite le clavecin et l'interprétation de la musique ancienne à la Hoogeschool voor de Kunsten à Utrecht aux Pays-Bas et y obtient un diplôme "Uitvoerend musicus",,,,. 
Il élargit ensuite sa formation en assistant à des classes de maître (master classes) dirigées par Johann Sonnleitner, Helmuth Rilling et Kenneth Gilbert,,,,.

## Carrière

### Opéra
Au cours de sa carrière de chef d'opéra, Vojtěch Spurný travaille au Théâtre du Palais Drottingholm à Stockholm, au Théâtre JK Tyl à Pilsen, à l'Opéra de Göteborg, à l'Opéra d'Oslo, au Staatstheater de Hanovre, à l'Opéra de Chambre de Prague, ainsi qu'au Théâtre National et à l'Opéra d'État de Prague,,.
Il est le chef permanent de l'Opéra d'État de Prague de 1999 à 2004 et son directeur artistique en 2002-2003,,.

### Chef d'orchestre
Durant sa carrière de chef d'orchestre, Vojtěch Spurný collabore avec de nombreux orchestres comme le Czech Chamber Philharmonic, Ensemble 18+, le Hradec Králové Philharmonic Orchestra, le South Czech Philharmonic, le Prague Symphonic Chamber Orchestra, le Prague Radio Symphonic Orchestra, le Prague Symphonic Orchestra, le PKF - Prague Philharmonia , le Karlovy Vary Symphony Chamber Orchestra, le Prague Chamber Orchestra, le North Czech Philharmonic, le Czech Chamber Philharmonic Orchestra Pardubice, le Suk Chamber Orchestra, les Chamber Soloists of Brno, le Janáček Philharmonic Orchestra et le Bohuslav Martinů Philharmonic Orchestra,,.
Depuis 1999, il coopère également avec le Czech Chamber Philharmonic (Orchestre philharmonique de chambre tchèque ou Česká komorní filharmonie en tchèque), dont il devient le chef principal en 2004. 
De 2015 à 2018, Vojtěch Spurný est le chef principal de l'Orchestre philharmonique Bohuslav Martinů à Zlín,,,.

### Claveciniste et pianiste
Vojtěch Spurný est également actif en tant que joueur d'instruments à clavier historiques : il a enregistré une sélection complète d'œuvres pour clavecin, clavicorde et pianoforte pour la radio tchèque,,,.

## Distinctions
L'enregistrement Masters of the Czech Baroque and Classicism réalisé par Vojtěch Spurný avec le Czech Chamber Philharmonic et publié par BMG Czech Republic a été nommé pour le prix du magazine Harmonie 2003, et les enregistrements de symphonies classiques tchèques publiées par Alto Records ont été acclamés par la critique,,.

## Discographie partielle
Vojtěch Spurný a publié  avec l'ensemble Czech Chamber Philharmonic sur les labels discographiques BMG et Alto une série d'enregistrements consacrés à la musique préclassique et classique de Bohême, d'où le titre de la série Baroque Bohemia & Beyond. Mais aucun des compositeurs repris dans cette série ne relève en fait de la musique baroque.
- 2002 : Baroque Bohemia & Beyond : Linek - Kozeluch - Brixi - Rejcha, dir. Vojtěch Spurný (Alto ALC 1003)
- 2003 : Masters of Czech Baroque and Classicism, œuvres de Jiří Ignác Linek, Leopold Kozeluch, František Brixi et Antonín Rejcha, dir. Vojtěch Spurný (BMG Czech Republic 82876 552872)
- 2004 : Baroque Bohemia & Beyond : Vaňhal - Dušek - Brixi - Vranický, dir. Vojtěch Spurný (Alto ALC 1002)
- 2005 : Baroque Bohemia & Beyond : Benda - Bárta - Richter - Stamic - Vaňhal, dir. Vojtěch Spurný (Alto ALC 1001)
- 2007 : Baroque Bohemia & Beyond : Mysliveček - Gallina - Vent - Bárta - Fiala, dir. Vojtěch Spurný (Alto ALC 1014)
- 2013 : Baroque Bohemia & Beyond VII Winter Season, dir. Vojtěch Spurný (Alto ALC 1251)